# TBN 플레이리스트
TBN 플레이리스트는 TBN 교통방송에서 매일 밤 12시부터 새벽 5시 47분 까지 방송중인 논스톱 음악 프로그램이다.

## 프로그램 소개
전국 12개 지역 PD들의 선곡으로 채워드리는 심야 음악여행! 0시부터 2시까지는 트로트! 2시부터 4시까지는 Pop! 4시부터 5시 40분까지는 인기가요로 채워드립니다.

## 선곡 테마
- 1~2 부
  - 트로트
- 3~4 부
  - 올드팝
  - 최신팝
- 5~6 부
  - 90년대와 현재까지 최신곡과 아이돌 가요

## 여담
- 심야 또는 새벽 시간대의 운전은 졸음운전의 위험성이 높고, 집중력이 쉽게 저하되는 시간대이므로, 음악 선택에 있어 각별한 주의가 요구된다. 지나치게 잔잔한 음악은 오히려 졸음을 유발할 수 있으며, 반대로 리듬이 지나치게 강하거나 자극적인 음악은 운전자의 피로도를 높일 우려가 있다. 따라서 적절한 리듬감과 안정감을 동시에 제공할 수 있는 음악을 선택하는 것이 바람직하다.
- 각 지역에서 활약 중인 현직 아나운서의 음성 안내와 함께 듣을 수 있다.